# Adrar Tmar
L'altiplà d'Adrar (amazic: ⴰⴷⵔⴰⵔ, literalment ‘Muntanya’), conegut també com a Adrar Tmar per distingir-lo de les muntanyes Adrar de Mali, és un conjunt d'altiplans del Sàhara que cobreix una superfície de 150.000 km² al nord de Mauritània.
Fou poblat al Neolític i la seva desertificació ha deixat les restes arqueològiques intactes entre les quals els cercles de pedra i l'antiga ciutat d'Azougui. Les seves depressions estan seguides per ueds (rius generalment secs) o a les depressions tancades (anomenades grayr) estan plenes de sebkhas (llacunes salades generalment seques excepte els períodes de pluja). L'altura màxima és el Dhar, de 830 metres. Coneguda per les seves gorgues i dunes, hi viu poca gent, la majoria a la ciutat d'Atar. Hi ha altres oasis: Azougui, Ksar Torchane, Toungad, Oujeft i Chinguetti.
La zona fou habitada pels bafour. Els portuguesos encara anomenaven aquestes muntanyes com «muntanyes de Bafor» en el segle xvi però a partir del segle x hi havien entrat els lamtuna i el seu cap Abu-Bakr ibn Úmar va conquerir Chinguetti i després efímerament Ghana; tres segles més tard els makil, expulsats pels marínides del Marroc, es van dirigir al sud i van sotmetre a les tribus amazigues; el moviment marabut del segle XV també va contribuir a difondre l'àrab; en aquesta època es va establir la jerarquia a la societat; a dalt els guerrers o hasan, després els marabut o zuaya i finalment els tributaris o zenaga, i sota de tot els esclaus (bafour, negres, mestissos) coneguts com a haratin.
El territori estava regit per un emir que fou independent fins al 1909. La zona fou ocupada per la columna Gouraud aquest any 1909. L'emir fou posat sota protectorat francès però es va revoltar el 1932 i la lluita va durar dos anys.